# Lady Pepa
Lady Pepa es el segundo sencillo de la discografía de los Pekenikes y también el segundo en extraerse de su primer álbum, Los Pekenikes (1966). Inicialmente ocupaba la cara B, pero su popularidad hizo cambiar el lado en las reediciones. Representa un tema especial dentro del repertorio de Los Pekenikes ya que su protagonista musical es un violín, instrumento que no entró en la formación del grupo hasta muy posteriormente, por lo que aquí lo interpreta un músico de estudio.
La cara b la ocupa el tema más cañero del álbum, Arena Caliente.

## Miembros
- Alfonso Sainz - Saxo Tenor
- Lucas Sainz - Guitarra española
- Ignacio Martín Sequeros - Bajo eléctrico
- Jorge Matey Batería
- Tony Luz - Guitarra rítmica
- Violín: no acreditado
- Piano: no acreditado (presumiblemente Waldo de los Ríos, menos probablemente Ignacio Martín Sequeros o aún menos Alfonso Sainz)